# Anomalon morleyi
Anomalon morleyi är en stekelart som beskrevs av Ian D. Gauld 1976. Anomalon morleyi ingår i släktet Anomalon och familjen brokparasitsteklar. Inga underarter finns listade i Catalogue of Life.